# École universelle
L’École Universelle est une organisation privée française dont l'objectif est la dispense d'enseignements et de formation par correspondance. Fondée en 1907, elle répondit au bon moment au besoin d'instruction de toute une catégorie de la population française, qui pour diverses raisons n'avait pas la possibilité de suivre un enseignement classique dans les réseaux de l'éducation nationale.
L'École Universelle a été relancée dans les années 1990, dans la continuité de sa vocation d'accompagnement sur mesure et de formation (préparation d'examens, diplômes d'État, apprentissage d'un métier).

## Pionniere de l’enseignement par correspondance

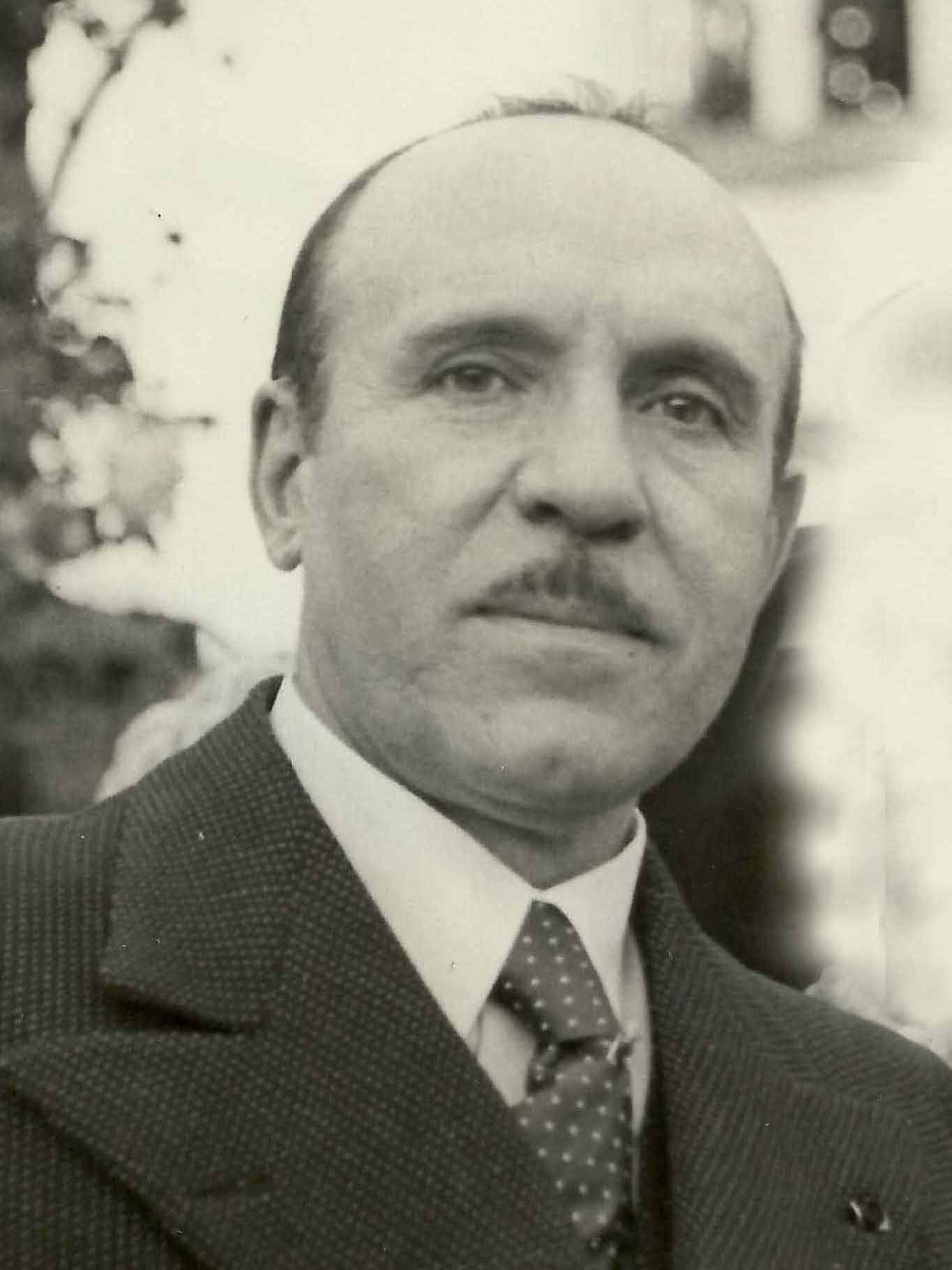
Portrait de Frédéric Ozil, fondateur de l’École universelle.
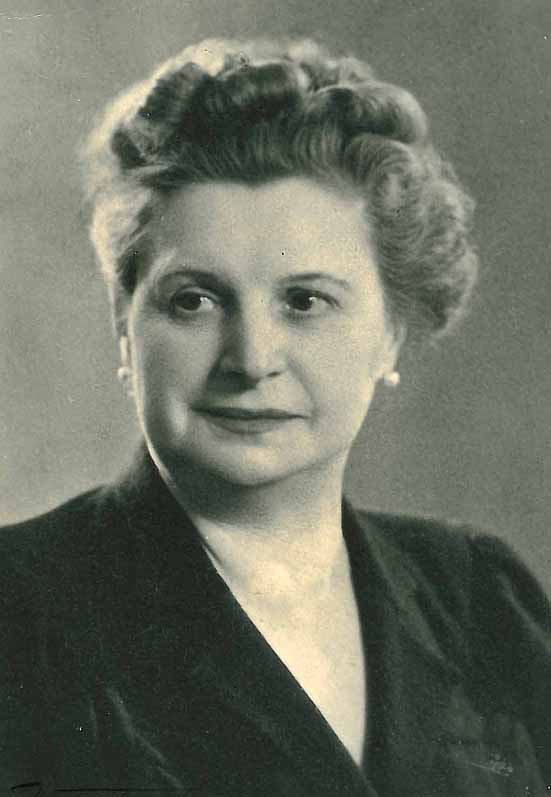
Portrait de Marguerite Ozil, la plus proche collaboratrice de son mari.

C’est en 1907 que fut fondée l’École Universelle, par Frédéric Ozil (1879-1963) un ancien chef du bureau de poste de Périgueux, secondé dans cette tâche, comme durant toute sa carrière, par son épouse née Marguerite Lecache (1885-1962). À cette époque, dans toutes les administrations, les fonctionnaires expérimentés sont chargés de préparer les jeunes collègues qu’ils ont eux-mêmes proposés aux concours internes. À 27 ans, Frédéric Ozil est l’un de ces enseignants bénévoles. Obtenant un succès flatteur, il décide de développer sa méthode. Il démissionne le 1er juillet 1907 pour mettre sur pieds un concept d’enseignement par correspondance. Presque inconnu au début du XXe siècle, ce type d’enseignement n’est proposé que par quelques écoles et de façon très limitée. C'est pourquoi, son objectif étant de développer ce nouveau type d'enseignement à grande échelle, il baptisa son projet « École Universelle » afin,  selon ses propres mots, de « n’être pas limité ».

### Un succès colossal

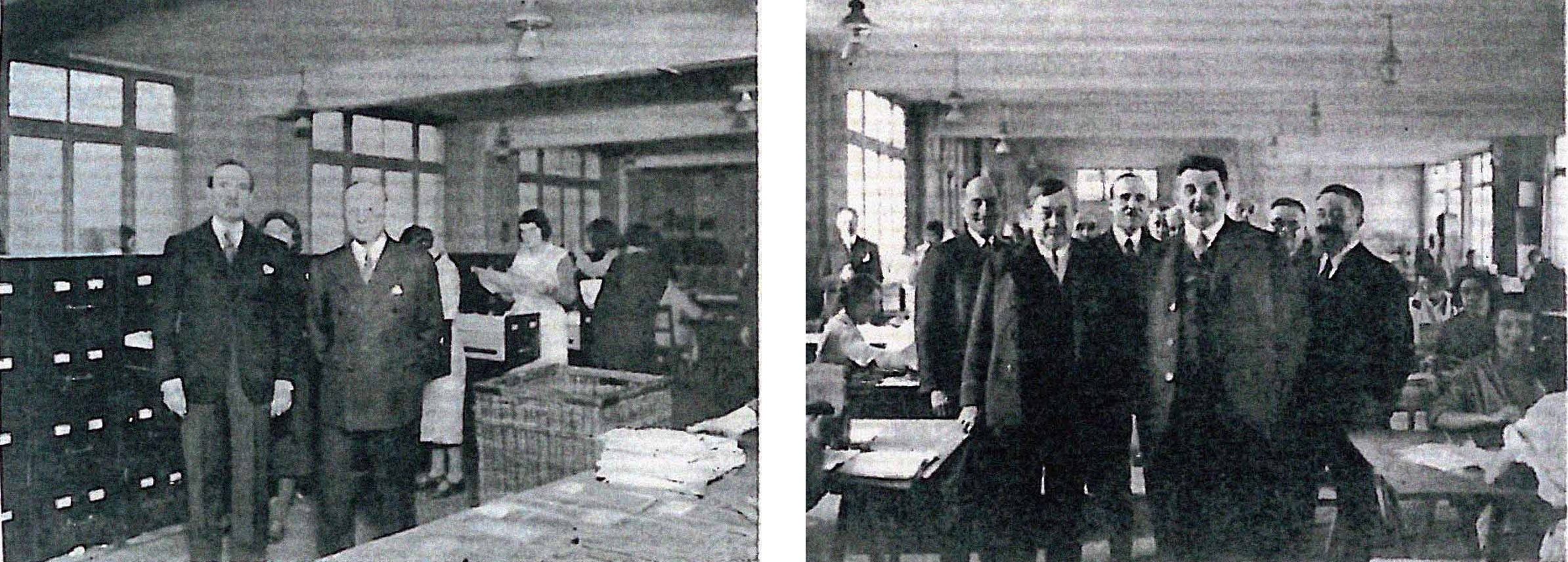
Le constructeur André Citroën et le scientifique du CNAM, Paul Painlevé rendent hommage à l'École.

Jusqu'au début du XXe siècle, faute de ressources et d’établissements, bien des Français étaient privés d’instruction, même la plus élémentaire. Dans certaines agglomérations, il pouvait y avoir un précepteur ou une institutrice pour enseigner les rudiments. Les étudiants devaient rejoindre les grandes villes afin de se préparer aux examens et passer les concours qui n’étaient pas dispensés en dehors des grandes métropoles. Les déplacements et la logistique requis par de telles démarches rendaient l’instruction supérieure compliquée et onéreuse et de facto réservée aux classes disposant des moyens financiers nécessaires. L’enseignement par correspondance brisa ces barrières et démocratisa l’accès aux études. Du fond de n'importe quelle province, chacun pouvait désormais se transformer en étudiant et apprendre, à son rythme, le métier auquel il aspirait tout en travaillant pour vivre. C'est pourquoi le concept rencontra vite une forte demande.
Jusque dans les années 1970, l’importance de l’École Universelle ne fit que s’accroître atteignant jusqu’à plus de 130 000 élèves dans plus de 20 pays, colonies françaises non comprises, encadrés par quelque 1 000 professeurs.
Le champ de l’activité de l’École Universelle s’est étendu à toutes les branches de l’enseignement (premier et second degrés, enseignement technique, enseignement supérieur, préparation aux grandes écoles, aux concours administratifs et à toutes les carrières de l’Industrie, des travaux publics, du commerce, de l’agriculture et des beaux-arts.
Les professeurs étaient sélectionnés avec une grande précaution, leurs qualités pédagogiques importaient avant tout. De surcroît, l’École Universelle mit tout son savoir-faire en avant en vue de s’attirer la collaboration des plus hauts universitaires et des spécialistes les plus éminents de l’Armée, de la Marine, des Beaux Arts, du Commerce et de l’Industrie. 
L’École Universelle permit à de nombreux élèves de parfaire leur culture générale, et ainsi de  parvenir à de brillantes situations ou d'améliorer celles qu’ils occupaient.
Cette contribution à la bonne qualité de l'éducation française fut reconnue par les personnalités de l’époque. Le 18 juin 1923, Léon Bérard, ministre de l'Instruction publique, inaugure les nouveaux bureaux du 59 bd Exelmans dans le 16e arrondissement de Paris en ces termes : 

« Votre école, que j’ai pu visiter m’a, dès le premier abord, donné l’impression d’une organisation merveilleuse. Quant à votre pédagogie, elle est parfaite, ce qui ne m’étonne pas, étant donné la valeur des maîtres dont vous avez su vous entourer. J’ai pu m’en rendre compte par les copies que j’ai examinées — les devoirs que j’ai consultés au hasard étaient admirablement corrigés. C’est pour toutes ces raisons et parce que cette expansion nationale et internationale est au premier plan de mes préoccupations que je suis heureux, maintenant que je vous connais mieux, de pouvoir déclarer qu’à partir d’aujourd’hui je vous considérerai comme de précieux auxiliaires de l’Université… »

Après des enquêtes approfondies menées entre 1923 et 1929, le haut patronage de neuf ministères ou secrétariats d’État est accordé à l’École Universelle.

### Une organisation titanesque
L’École universelle est composée d’un directeur général de l’enseignement (Frédéric Ozil), de sept directeurs généraux des enseignements (dont un contre-amiral, un général et un ancien directeur de banque et des centaines de professeurs et directeurs d’études provenant de tous les horizons et corps de métiers).

Le rôle de l’école consiste à établir et à mettre à la disposition des élèves soit des cours spécialement rédigés sur les différentes matières des programmes envisagés par des professionnels, soit des plans d’étude devant guider l’étudiant parmi les manuels pédagogiques disponibles dans le commerce.

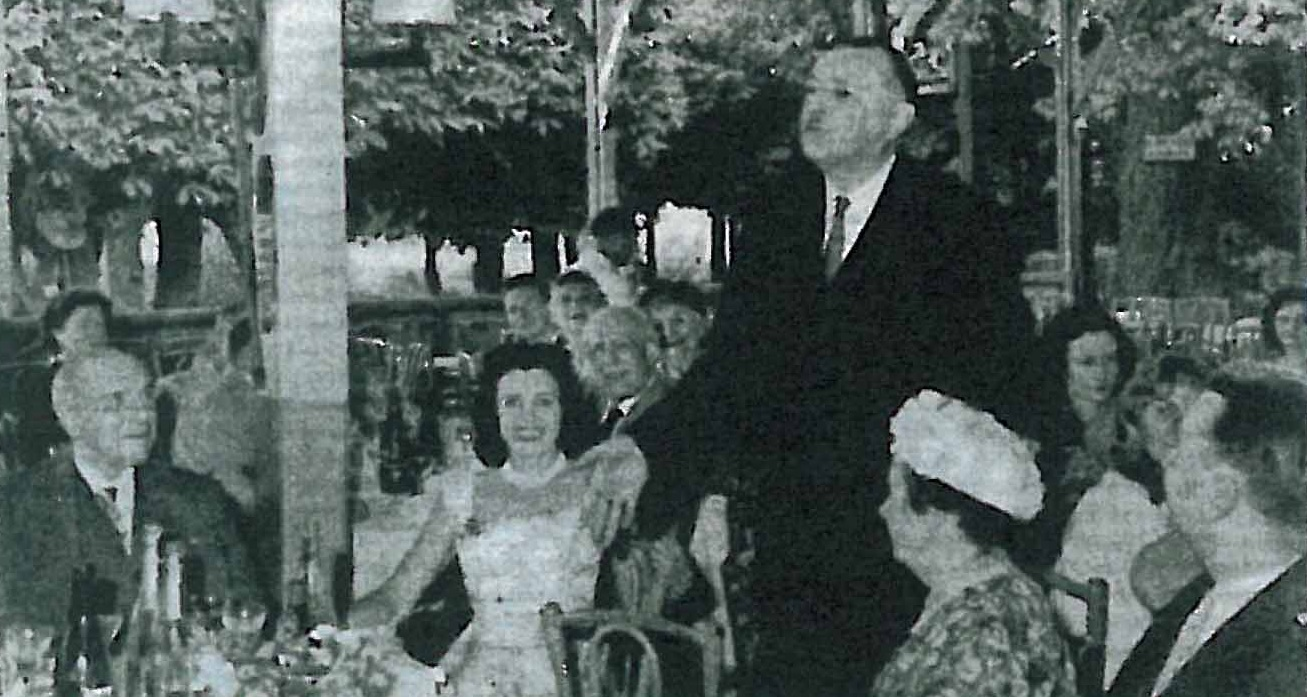
Le président Jacques Fourcade à un banquet en l'honneur de l'École Universelle.

Des sujets d’exercices écrits sont proposés. Les élèves les traitent à domicile et les renvoient jusqu'à la date convenue aux professeurs chargés de les corriger.
Dès réception à l’école, les devoirs sont triés et enregistrés puis réexpédiés aux professeurs spécialisés qui les corrigent. 
Au début du XXe siècle, tout est encore écrit à la main. Peu avant la Deuxième Guerre Mondiale, les documents seront dactylographiés et stockés. Dans les années 1950, beaucoup de réponses et de cours des professeurs sont faits au moyen d’un magnétophone dont les bandes magnétiques sont envoyées au centre pour être retranscrites à l’écrit.

La correction donne lieu à d’abondantes annotations et une appréciation d’ensemble accompagnée d’une note chiffrée. Les devoirs font l’objet d’une double vérification avant d’être envoyées aux élèves. Ils sont alors retournés enrichis de tous les conseils individuels que le professeur a jugé nécessaires pour éviter de nouvelles défaillances et rendre le travail plus facile ou plus efficace. Aux devoirs ainsi corrigés sont joints des devoirs modèles ou corrigés types établis par les professeurs eux-mêmes afin de leur montrer comment ils auraient dû s’y prendre pour traiter le sujet proposé et le résultat qu’ils auraient ainsi obtenus.

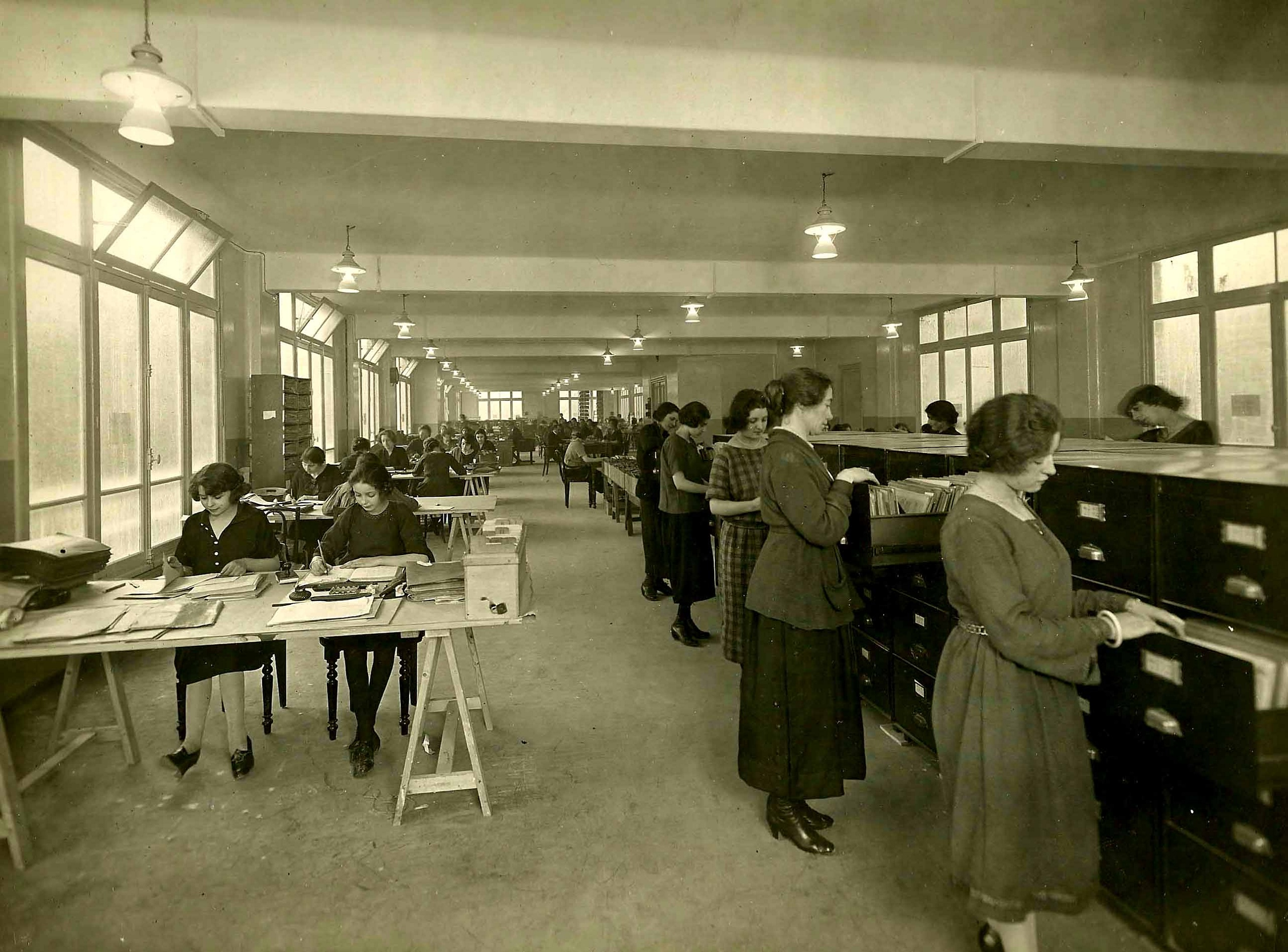
De nombreux employés s'occupent du tri des courriers
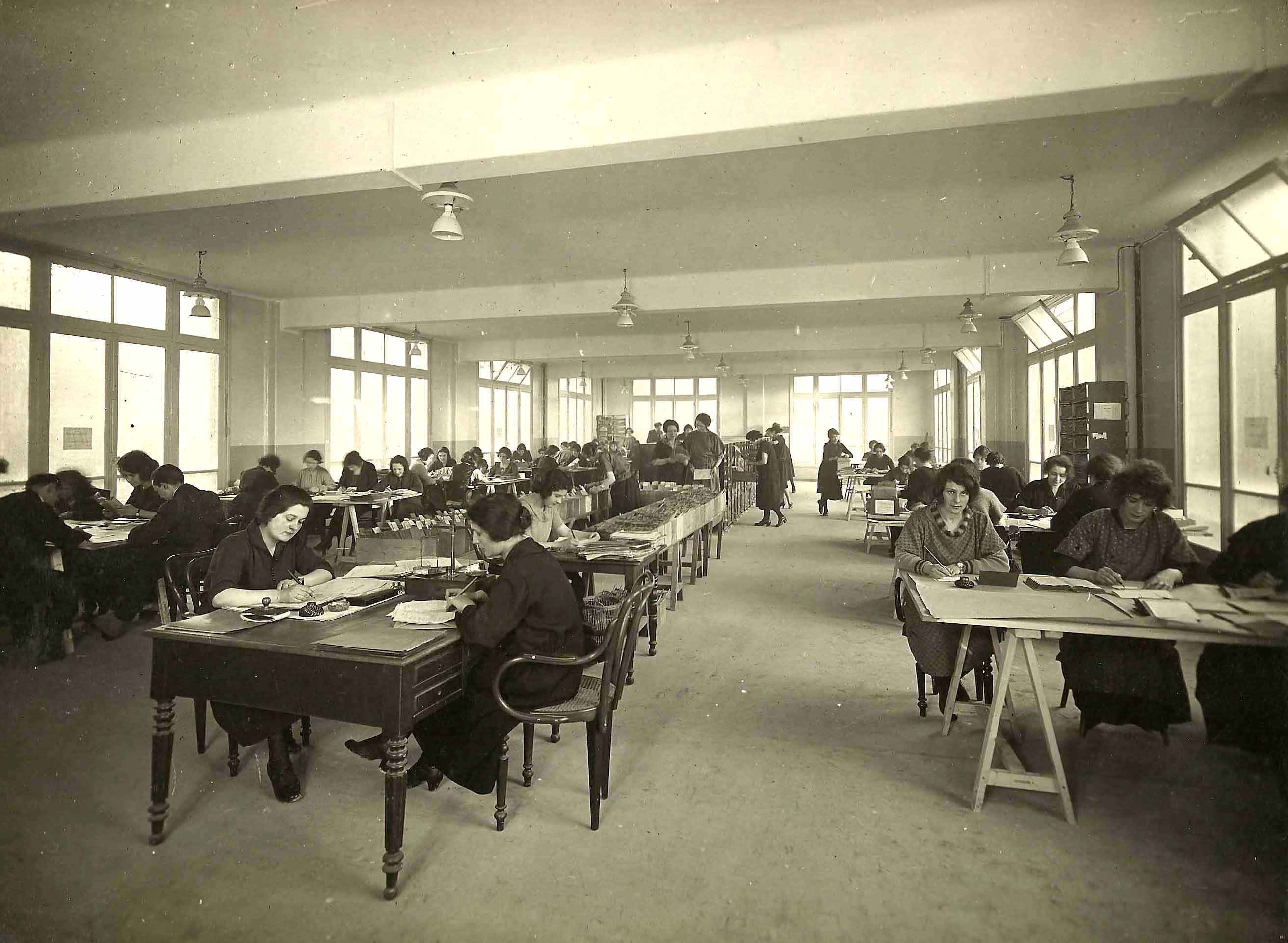
Vue d'ensemble de l'organisation mise en place.
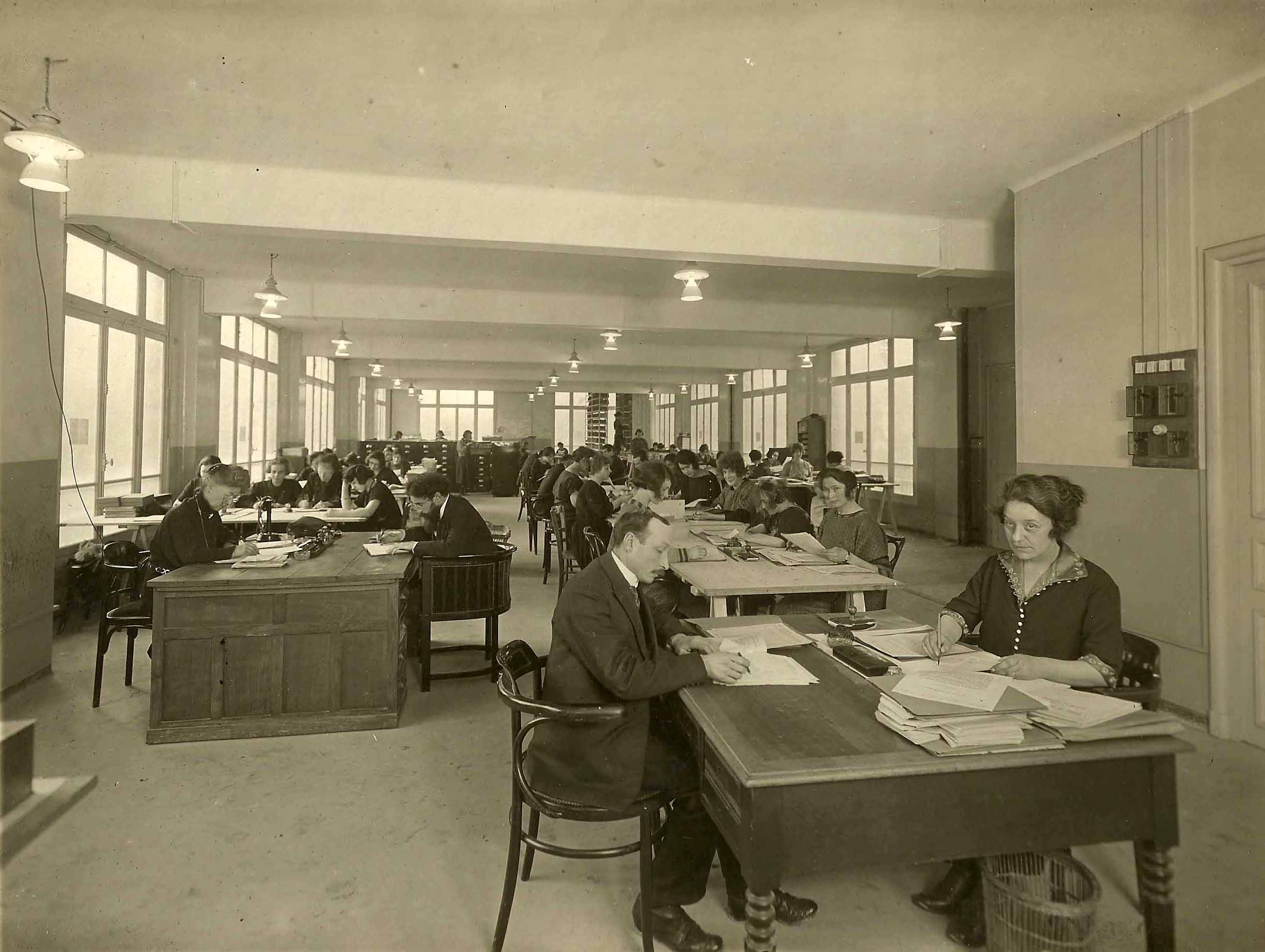
Corrections des copies. Les devoirs sont retournés aux élèves enrichis de conseils.
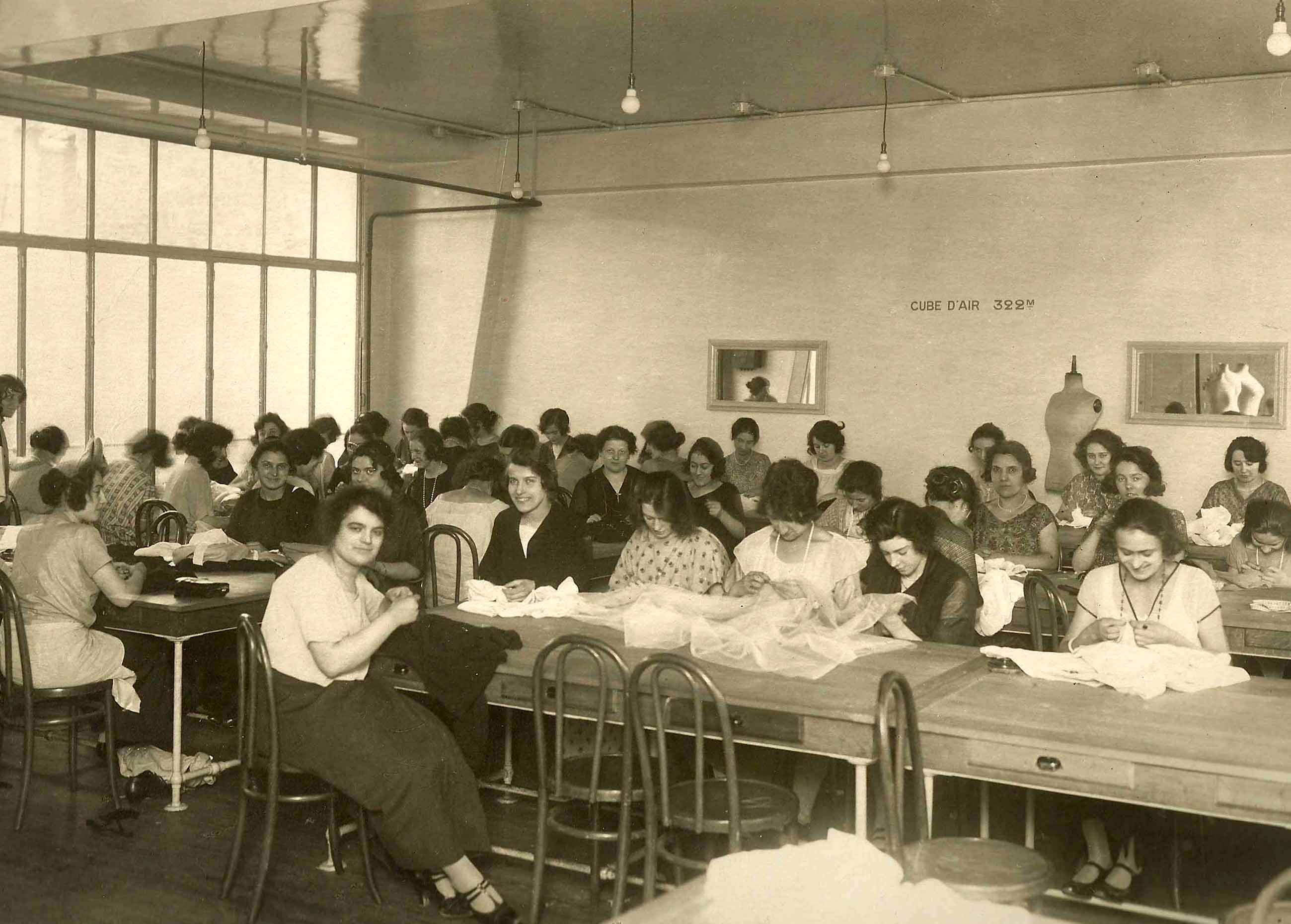
Vue de l'atelier de couture, dans les locaux à Paris.
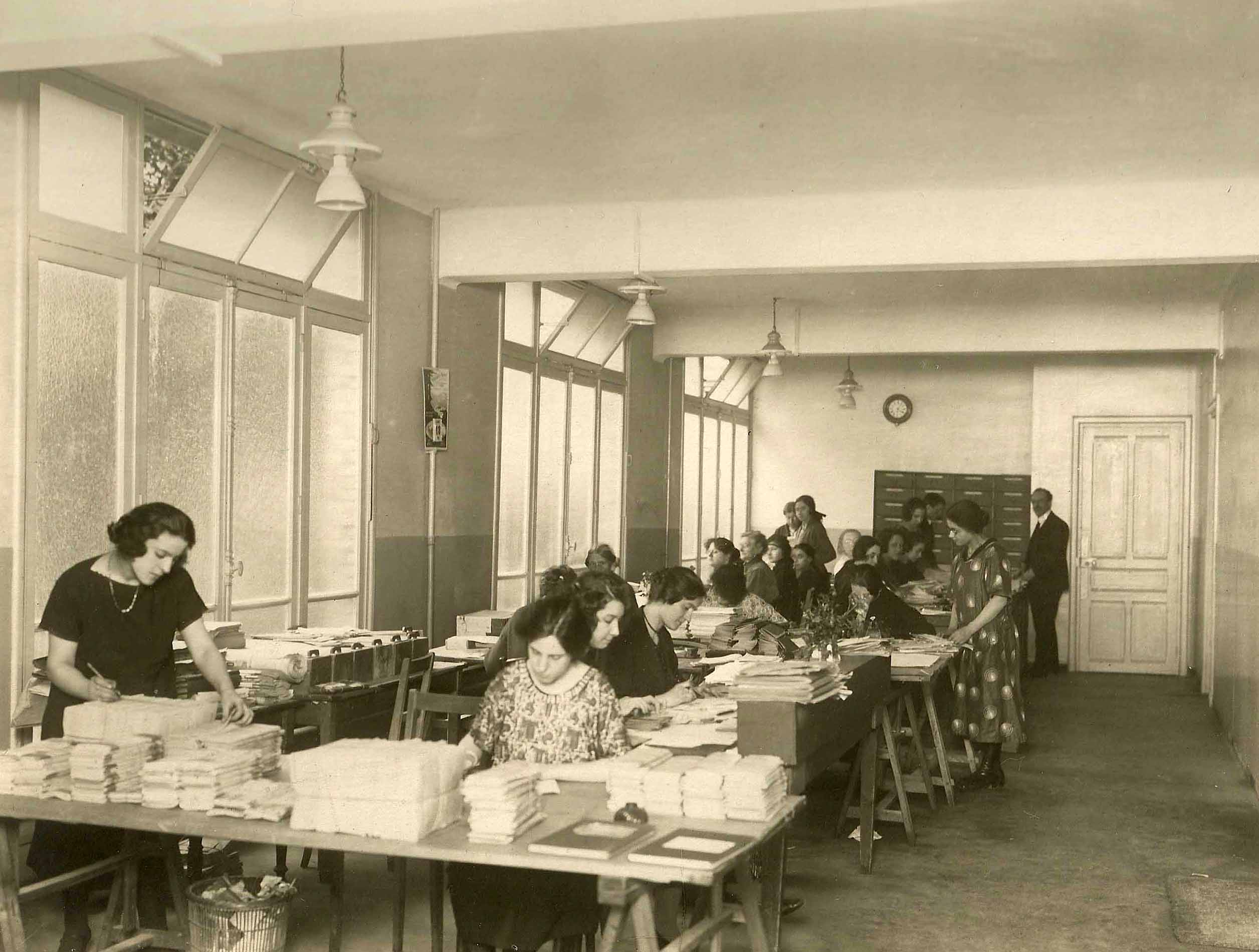
Les devoirs sont triés et enregistrés.
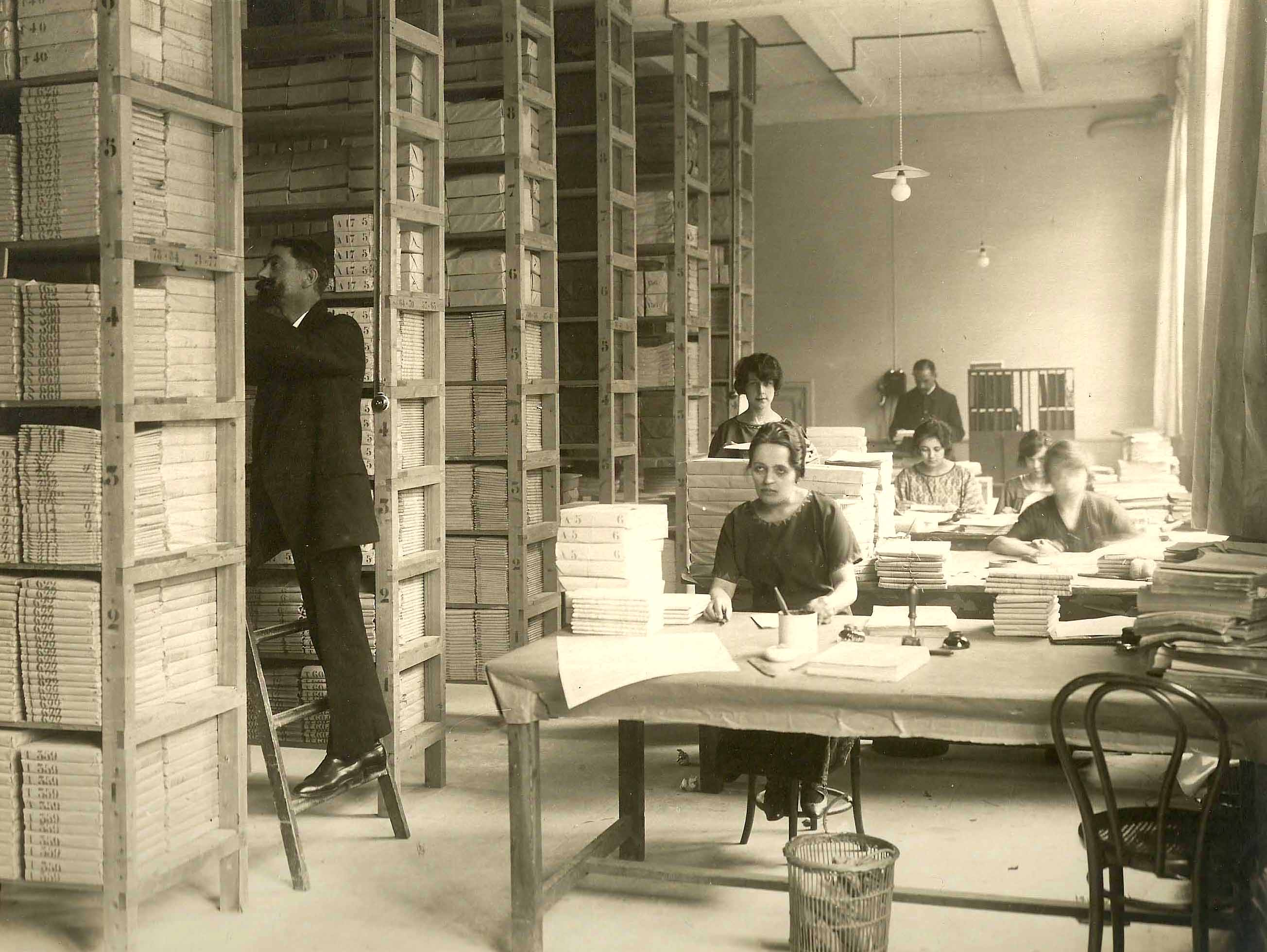
Archivage. Chaque élève a un dossier numéroté et classé.

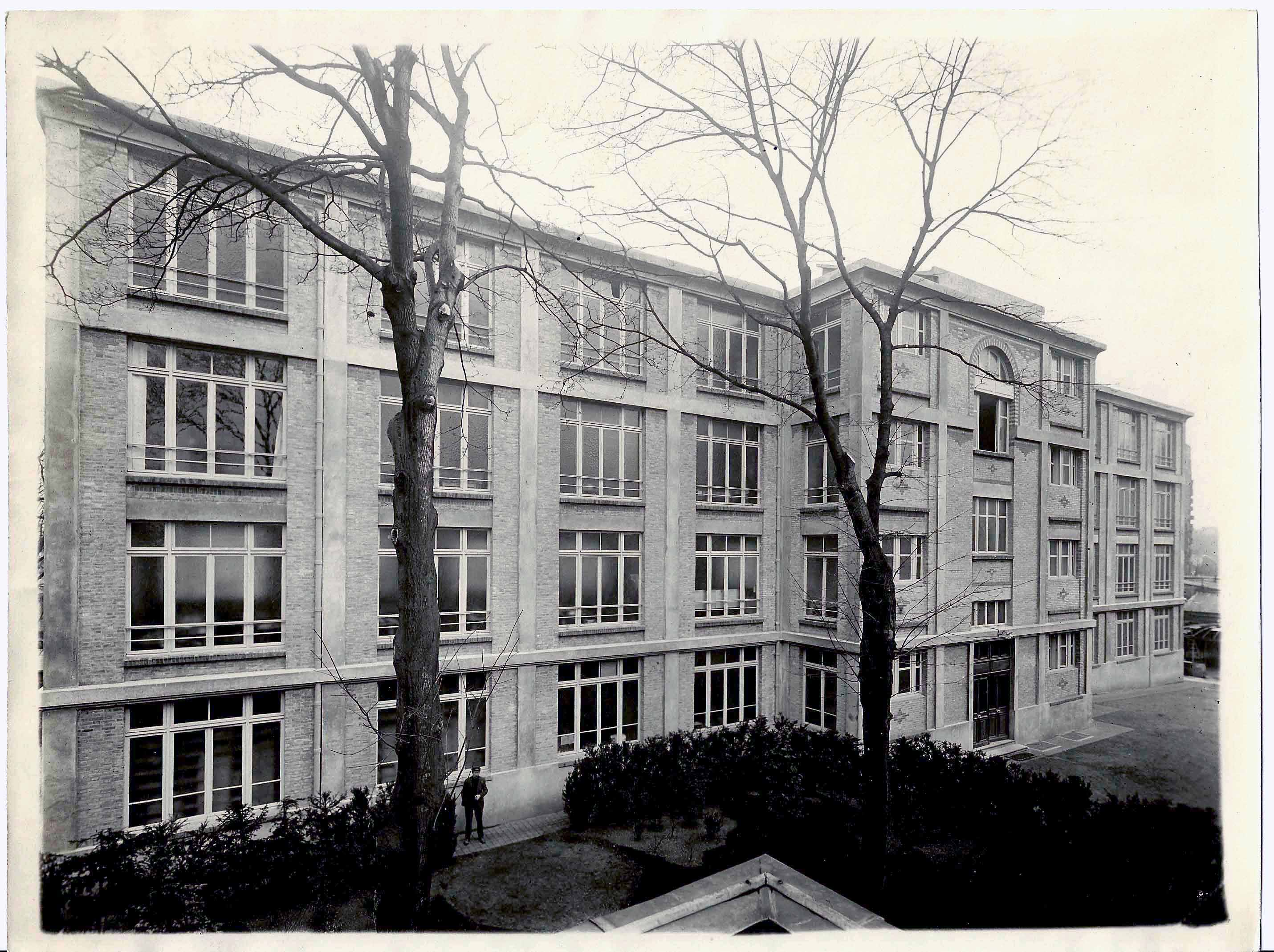
Le bâtiment de l'École universelle au 59 boulevard Exelmans à Paris 16e.

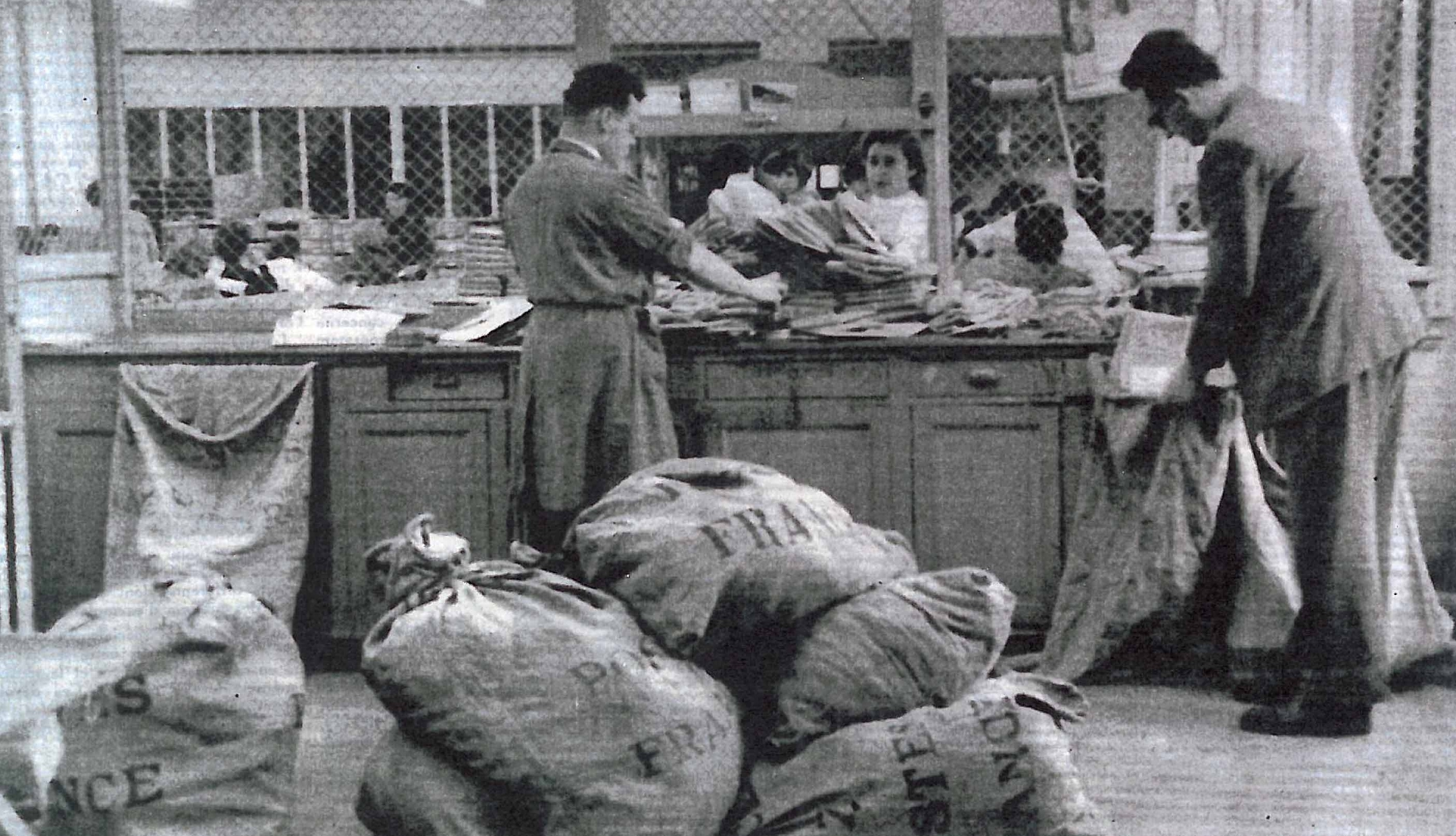
Les locaux des PTT Paris 16bis à l'intérieur de l'École universelle.

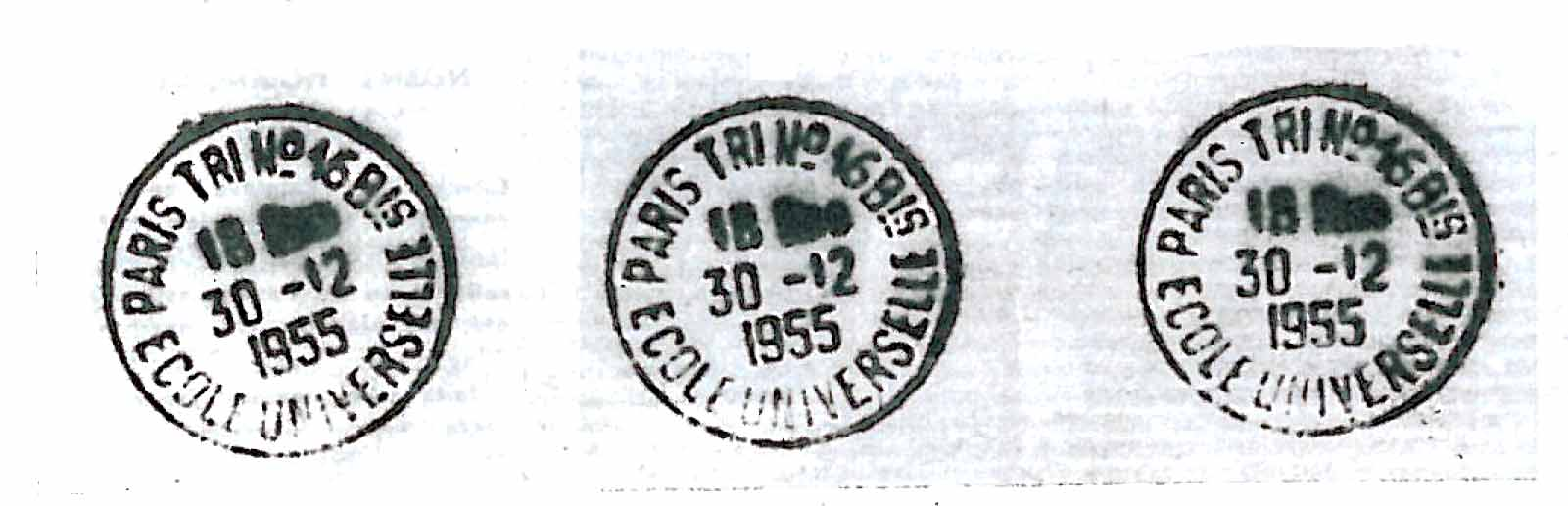
Timbre poste spécial émis dans les locaux PTT du Paris 16bis.

Une infrastructure à la mesure de l’importance de l’organisation est nécessaire pour faire face aux 300 000 kilos de papiers, aux 60 000 documents différents dont chacun est tiré à des centaines ou milliers d’exemplaires et aux plusieurs milliers de courriers expédiés ou reçus par jour. M. Léon Bréard, ministre de l’Instruction publique inaugure le 18 juin 1923 les 5 000 m2 de bureaux du siège social, au 59 bd Exelmans, Paris XVIe, nécessaires au stockage et aux trois cent cinquante employés et chefs de services administratifs. Pour faire face à l’ampleur du trafic postal, l’administration des PTT a dû, fait exceptionnel, concéder à l’École universelle un bureau de poste spécial, Paris XVI bis, installé dans les locaux même de l’école. 
Dans les années 1950, Frédéric Ozil rachètera même l’ancienne briqueterie de Feucherolles à des paysagistes pour y installer sa propre imprimerie. Des centaines de milliers de supports de cours y ont été fabriqués. Mais avec les progrès techniques dans le domaine de l'imprimerie, cette stratégie devra être profondément modifiée et dès la fin des années 1970, ces vastes locaux sont loués à des sociétés.

### Durée de l’enseignement très souple
L’enseignement étant essentiellement individuel, l’élève peut aborder à n’importe quelle époque de l’année scolaire ou des vacances, l’étude d’un des cours et en fixer lui-même la durée selon le temps dont il dispose. L’École universelle s’engage à corriger les devoirs pendant une durée de six ans à compter de la date d’inscription.
L’École universelle a longtemps été reconnue pour sa souplesse et son efficacité. Elle permet, pour des élèves du premier et second degré ou de l’enseignement technique, d’étudier très efficacement en une année le programme de deux classes consécutives et de rattraper, en un an, le retard causé, par exemple, par une santé défaillante.
Un certificat de scolarité est délivré sur demande mentionnant le titre exact de l’école et l’état civil de l’élève, les dates de débuts et de fin d’études et la nature exacte de l’enseignement suivi.

### Une communication efficace
L’École universelle utilisa un slogan publicitaire très accrocheur qui resta dans les mémoires.

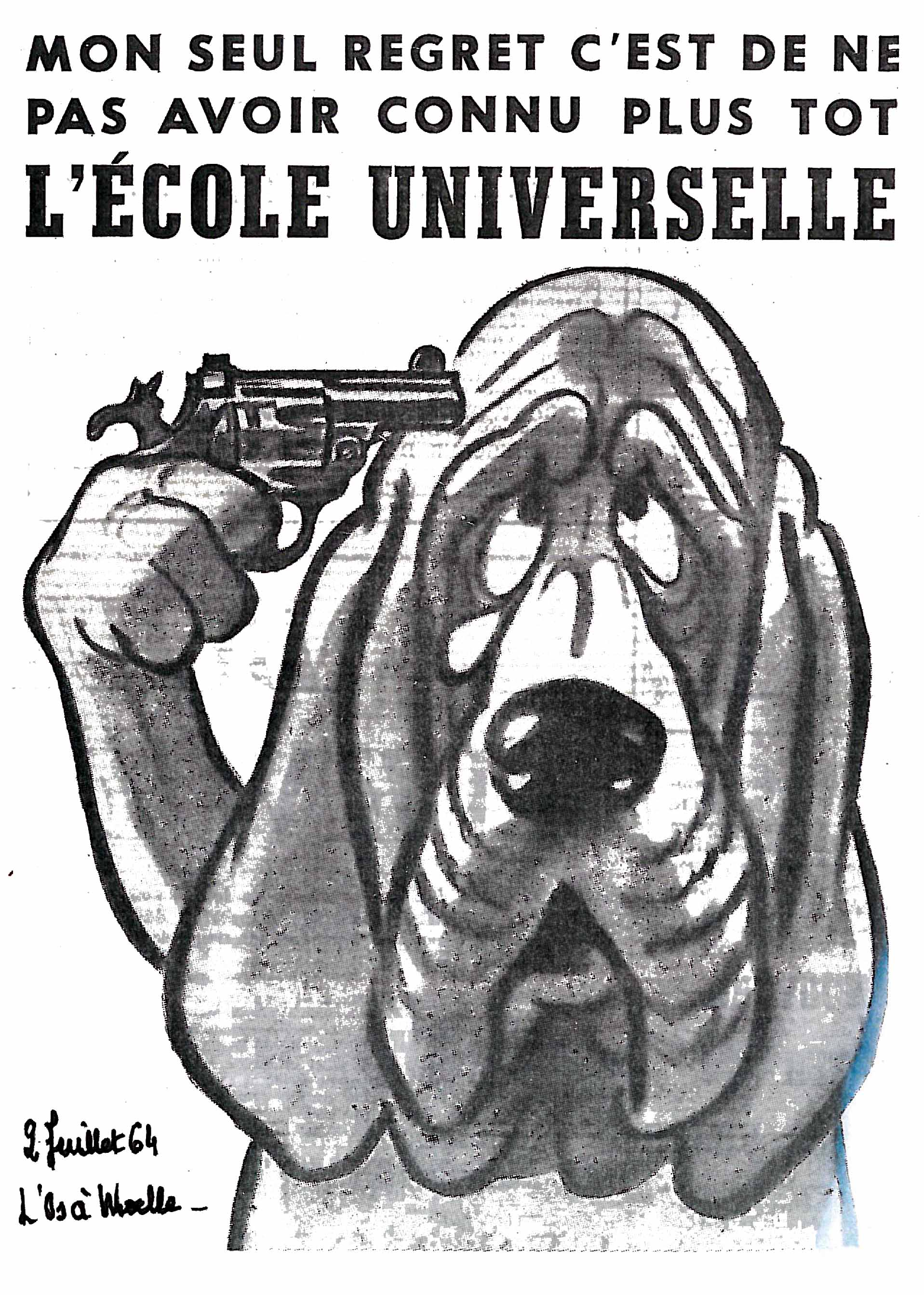
Publicité parue dans L'Os à moelle du 2 juillet 1964
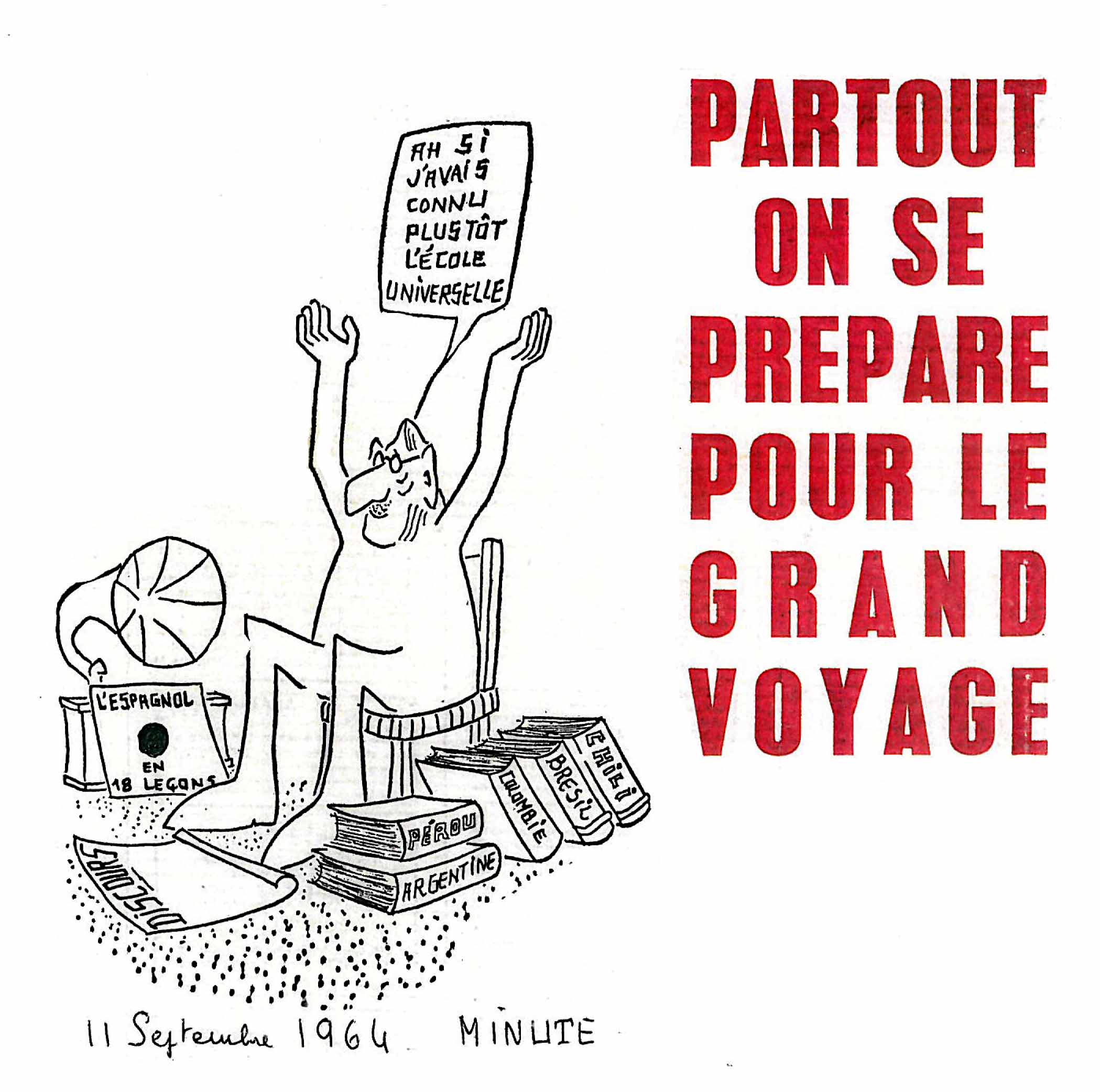
Publicité parue dans Jours de France le 27 juillet 1957

### De l’Ecole Universelle au Centre national d'enseignement à distance
Frederic Ozil passe les dernières années de sa vie réaliser son rêve de diffusion du savoir pour tous à travers tout le territoire, sa réussite lui ayant permis de côtoyer bien des influenceurs et décideurs de son époque. En 1939, il met en place les fondements de l’actuel Centre national d'enseignement à distance (CNED),

## Héritage
Le succès fait école: en 1927, le monde agricole emboîte le pas au concept Ozil avec la création du Centre d’Enseignement Rural par Correspondance d’Angers (CERCA) et connait lui aussi un succès immédiat. Entre les deux guerres et surtout au lendemain de la Seconde Guerre mondiale, la demande en formation professionnelle à distance croit encore.
Lorsque Frédéric Ozil meurt en 1963, l’École Universelle donne accès à  l’enseignement de langues difficilement accessibles telles que le chinois mais surtout à de nouvelles disciplines dont l'industrie a besoin. La physique nucléaire et la programmation sur ordinateur font partie des formations dispensées. 

La même année, le ministère de l'Éducation nationale créée d'une part au sein de l'ORTF, la « Radio Télévision Scolaire » (RTS) qui met en place la diffusion d’émissions éducatives pour adultes et d'autre part le Centre de Télé-Enseignement universitaire (CTEU ou CTU) et le Conservatoire national des arts et métiers (CNAM) lance « Télé-Cnam », la diffusion d'une série de cours sur le réseau de la télévision.

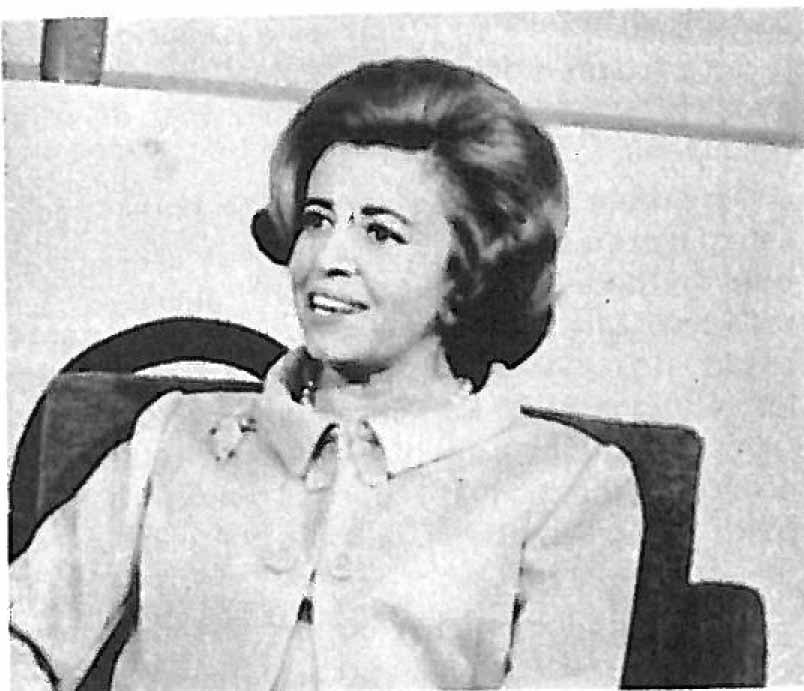
Maggy Allard.

Marguerite "Maggy" Allard (1916-1988), fille de Frederic Ozil, assure d'abord la relève à la tête de l'établissement. En 1969, l’École universelle comprend 500 employés, 1 500 professeurs, et quelque 150 000 étudiants dans le monde entier.
Avec les progrès techniques et industriels, de nouveaux besoins en formation se font sentir dans le monde de l'entreprise et au niveau mondial. La branche se développe et la concurrence prend pied dans quasiment chaque pays. 
Dans les années 70, le concept des « Open Universities » naît en Grande Bretagne, et est relayé dans les pays anglo-saxons. Il deviendra  le concept de formation ouverte et/ou à distance (FOAD) puis des Massive Open Online Courses (MOOC) en France. 
Avec l’émergence du Web à la fin du vingtième siècle, l'École Universelle doit entrer dans l'ère de l'Informatique. Toutefois elle est indécise et ne reconnait pas sous quelle forme. Avec le Plan Informatique pour Tous de 1985, elle connait d'abord une nouvelle jeunesse grâce au e-learning mais ne se dotera d'une plate-forme sur Internet qu'à partir de 2001. Le répit sera donc de courte durée: à partir de 1995, les campus numériques lui sont une nouvelle concurrence. 
Dans les années 90, l'École Universelle perd vite du terrain. Les concurrents qu'elle contrôlait, comme le Cours Minerve, passent à ses principaux concurrents. L'École Universelle quitte le luxueux 16e pour le plus sobre 19e arrondissement de Paris en se joignant au Centre International d'Enseignement à Distance (CIED) et former Educatel,,,. 
L'École universelle a vu ses établissements radiés des registres des sociétés les uns apres les autres à partir de 1992 et l'enseigne a discrètement disparu du web en 2017.